# Coccivora californica
Coccivora californica är en insektsart som beskrevs av Mcatee och Malloch 1925. Coccivora californica ingår i släktet Coccivora och familjen näbbskinnbaggar. Inga underarter finns listade i Catalogue of Life.